# Гуля Ольга Петрівна
Ольга Петрівна Гуля (м. Санкт-Петербург, Росія) — українська літературознавиця, педагогиня. Дослідниця творчості Ромена Роллана.

## Біографія
Народилася в Санкт-Петербурзі, Росія. Корінна ленінградка, виросла в родині кваліфікованого робітника. Перед війною успішно закінчила Бібліотечний інститут. Її широкій гуманітарній освіті сприяв особливий менталітет міста, архітектура, музеї і знайомство з визначним ученим-літературознавцем Миколою Гулею, з яким вона побралася.
Ольга Гуля 1945 року стояла біля витоків кафедри зарубіжної літератури Чернівецького університету, а згодом, у 1959—1971 рр., очолювала її.
Основна тема наукової роботи Ольги Гулі була пов'язана з поглибленим вивченням творчості Ромена Роллана. Вибір дістав схвалення вдови письменника Марії Павлівни Кудашевої[джерело?], з якою О. П. Гуля вела листування, та академіка АН України Олександра Білецького[джерело?]. Робота над темою супроводжувалася читанням спецкурсів: «Ромен Роллан і О. І. Герцен», «Ромен Роллан і Ф. М. Достоєвський».
Особливу увагу О. П. Гуля приділяла вивченню взаємозв'язків української та зарубіжної літератур.